# Caio Horowicz
Caio Horowicz Rezende, mais conhecido como Caio Horowicz (São Paulo, 24 de janeiro de 1996) é um ator brasileiro, conhecido por intepretar Alex, na série Boca a Boca, produção brasileira da Netflix. 

## Filmografia

### No Cinema
| Ano  | Título                         | Personagem                              | Notas          |
| ---- | ------------------------------ | --------------------------------------- | -------------- |
| 2025 | A Batalha da Rua Maria Antônia | Benjamim                                |                |
| 2024 | Ainda Estou Aqui               | Ricardo Gomes (Pimpão)                  |                |
| 2024 | Prestes                        | Luiz Carlos Prestes                     |                |
| 2024 | Zé                             | José Carlos Novaes da Mata Machado (Zé) |                |
| 2021 | A Torre                        | Homem na floresta                       |                |
| 2020 | Música para Morrer de Amor     | Felipe                                  |                |
| 2019 | Hebe: A Estrela do Brasil      | Marcello Camargo                        |                |
| 2018 | Sueño Florianópolis            | César                                   |                |
| 2017 | Seja Bem-vindo!                | Rafael                                  | Curta-metragem |
| 2016 | Love Snaps                     | Felipe                                  | Curta-metragem |
| 2015 | Califórnia                     | JM                                      |                |

### Na Televisão
| Ano  | Título                 | Personagem                              | Notas                   |
| ---- | ---------------------- | --------------------------------------- | ----------------------- |
| 2024 | Da Ponte Pra Lá        | Tchelo                                  | 7 episódios             |
| 2022 | Lov3                   | Joaquim                                 | 6 episódios             |
| 2021 | Aruanas                | Bruno Menezes                           | 4 episódios             |
| 2021 | 5X Comédia             | Cliente chapado                         | Episódio: "Sexo Online" |
| 2020 | Boca a Boca            | Alex Nero                               | Elenco principal        |
| 2019 | Hebe                   | Marcello Camargo                        | [ 9 ]                   |
| 2014 | Que Monstro te Mordeu? | Super Tom                               |                         |
| 2013 | Família Imperial       | Jonas Torres Imperial/Alphonso Imperial | 2012-2013               |
| 2013 | Vitrola                | Gabriel                                 | Filme da TV Cultura     |

No Teatro
| Ano  | Título                           |
| ---- | -------------------------------- |
| 2023 | Mofo                             |
| 2023 | Tchékhov, Fúria e Fuga           |
| 2019 | Música Para Cortar os Pulsos 2.0 |
| 2018 | Cabaré das Pílulas Cômicas       |
| 2015 | Fauna Fácil de Bestas Simples    |

## Prêmios e indicações
| Ano  | Premiação                     | Categoria                      | Trabalho                   | Resultado |
| ---- | ----------------------------- | ------------------------------ | -------------------------- | --------- |
| 2015 | Festival do Rio               | Melhor Ator Coadjuvante        | Califórnia                 | Venceu    |
| 2020 | Prêmio Contigo! de TV         | Melhor Ator de Série           | Boca a Boca                | Indicado  |
| 2020 | Prêmio F5                     | Melhor Ator de Série Dramática | Boca a Boca                | Indicado  |
| 2020 | Festival Sesc Melhores Filmes | Melhor Ator Nacional           | Música Para Morrer de Amor | Pendente  |